# Mravlje (priimek)
Mravlje je priimek več znanih Slovencev:
- Dušan Mravlje (*1953), ultramaratonec
- Jernej Mravlje, fizik
- Milan Mravlje (1893—1978), geodet in politik
- Urša Mravlje?